# Ntui
Ntui är en ort i Kamerun.   Den ligger i regionen Centrumregionen, i den centrala delen av landet, 70 km norr om huvudstaden Yaoundé. Ntui ligger 526 meter över havet och antalet invånare är 6 185.
Terrängen runt Ntui är platt, och sluttar västerut. Trakten runt Ntui är ganska tätbefolkad, med 149 invånare per kvadratkilometer. Det finns inga andra samhällen i närheten. Trakten runt Ntui är en mosaik av jordbruksmark och naturlig växtlighet.